# Ng Man-tat
Dans ce nom chinois, le nom de famille, Ng, précède le nom personnel.
Ng Man-tat (chinois simplifié : 吴孟达 ; chinois traditionnel : 吳孟達 ; pinyin : Wú Mèngdá ; cantonais Jyutping : Ng4 Maang6-daat6 ; API : /ŋ màːŋ.tàːt̚/), aussi appelé Richard Ng, né le 2 janvier 1952 à Xiamen, Chine et mort le 27 février 2021 à Hong Kong, est un acteur hongkongais ayant tourné dans presque une centaine de films.

## Biographie
Ng a travaillé avec le célèbre acteur-réalisateur Stephen Chow dans une série de comédies du style typiquement hongkongais mo lei tau (traditionnel : 無厘頭 ; simplifié : 无厘头), juxtaposition de parodie de thèmes chinois classiques, de Kung-fu et de dialogues absurdes. Ng rencontra Stephen Chow sur le tournage du grand succès de 1990 All for the Winner, où il jouait le rôle de son oncle. Depuis lors, ils travailleront ensemble sur de nombreux tournages par la suite (au moins 27 films en 2006), principalement des comédies.
Même si la popularité de Ng Man-tat doit beaucoup au succès de Stephen Chow, il s'est montré suffisamment diversifié pour être convaincant dans de nombreux types de rôles. Un très bon exemple de son talent est son rôle du père de la "Sœur 13" dans Portland Street Blues, où il joue un homme rejeté et désabusé qui ne ressent plus rien. Il a aussi joué le partenaire d'Andy Lau dans la série Lee Rock, dans un registre plus sérieux.
À Hong Kong, Ng Man-tat est souvent connu comme l'« oncle Tat », un surnom influencé par ses rôles comme partenaire de Stephen Chow dans leurs films. Ng est parfois crédité au générique sous le nom de Richard Ng.
Souffrant d’un cancer du foie depuis quelques années, il meurt à 17h17 le 27 février 2021.

## Filmographie
- Hong Kong Emmanuelle (1977)
- Executor (1977)
- Everlasting Love (1984)
- Crazy Games (1985)
- Working Class (1985)
- Smile Again (1985)
- Seven Angels (1985)
- Legacy of Rage (1986)
- Le Syndicat du crime 2 (1987)
- Tiger Cage (1988)
- Operation Pink Squad (1988)
- My Heart Is That Eternal Rose (1988)
- Blood Ritual (1989)
- All About Ah-Long (1989)
- Chinese Cop Out (1989)
- Killing Angels (1989)
- Les Dieux du jeu (1989)
- A Moment of Romance (1990)
- Triad Story (1990)
- Blood Stained Tradewind (1990)
- Hong Kong Gigolo (1990)
- That's Money (1990)
- Story of My Son (1990)
- Gangland Odyssey (1990)
- Les Dieux du jeu 2 (1990)
- All for the Winner (1990)
- Lung Fung Restaurant (1990)
- Royal Scoundrel (1991)
- Queen of Underworld (1991)
- Queen of Gamble (1991)
- Mainland Dundee (1991)
- To Catch a Thief (1991)
- Fight Back to School (1991)
- Son on the Run (1991)
- Le Parrain de Hong Kong (1991)
- Fist of Fury 1991 (1991)
- Lee Rock (1991)
- Lee Rock 2 (1991)
- Dances with Dragon (1991)
- Crazy Safari (1991)
- The Banquet (1991)
- Les Dieux du jeu 3 : Retour à Shanghai (1991)
- Top Bet (1991)
- Money Maker (1991)
- Tricky Brains (1991)
- Angel Hunter (1992)
- Shogun And Little Kitchen (1992)
- Night Rider (1992)
- With or Without You (1992)
- King of Beggars (1992)
- It's Now or Never (1992)
- Best Of The Best (1992)
- True Love (1992)
- To Miss With Love (1992)
- Fight Back to School 2 (1992)
- Truant Heroes (1992)
- Royal Tramp (1992)
- Succession par l'épée (1992)
- Once Upon A Time A Hero In China (1992)
- Un couple explosif (1992)
- Lee Rock 3 (1992)
- The Prince of Temple Street (1992)
- Gameboy Kids (1992)
- Man of the Times (1993)
- My Hero 2 (1993)
- Millionaire Cop (1993)
- Laughter of "Water Margins" (1993)
- Holy Weapon (1993)
- Taxi Hunter (1993)
- Chez N'Ham Story (1993)
- All's Well End's Well, Too (1993)
- Flying Dagger (1993)
- Eight Hilarious Gods (1993)
- Angel Of The Road (1993)
- Even Mountains Meet (1993)
- End Of The Road (1993)
- Master Wong VS Master Wong (1993)
- Sword Stained With Royal Blood (1993)
- Le Moine fou (1993)
- Heroes Among Heroes (1993)
- The Kung Fu Scholar (1994)
- Love on Delivery (1994)
- Hail the Judge (1994)
- Love and the City (1994)
- Shaolin Popey II Messy Temple (1994)
- Lantern (1994)
- Le Roi singe: 1re partie (1995)
- Le Roi singe: 2e partie (1995)
- China Dragon (1995)
- Teenage Master (1995)
- Freedom (1995)
- The Saint of Gamblers (1995)
- Super Mischieves (1995)
- Armed Policewoman (1995)
- Sixty Million Dollar Man (1995)
- King of Comic (1996)
- Killer has No Return (1996)
- On Fire (1996)
- Adventurous Treasure Island (1996)
- The God of Cookery (1996)
- Jail in Burning Island (1997)
- Happy Together (1997)
- Chinese Midnight Express (1997)
- The Lucky Guy (1998)
- Portland Street Blues (1998)
- King of Comedy (1999)
- Lord of Amusement (1999)
- The Marvellous Cook (2000)
- Everyday is Valentine (2001)
- Shaolin Soccer (2001)
- Shaolin Basket (2008)
- Overheard 3 (2014)
- Dealer/Healer (2017)
- The Wandering Earth (2019)
- En production : Once Upon a Time in Hong Kong